# Keystone Studios
Keystone Studios var et tidligt filmstudie grundlagt den 4. juli 1912 i Edendale, i Los Angeles i Californien (som nu er en del af Echo Park) som Keystone Pictures Studio. Filmstudiet blev grundlagt af Mack Sennett med opbakning fra skuespiller-forfatteren Adam Kessel (1866-1946) og Charles O. Baumann (1874–1931), der også ejede New York Motion Picture Company (stiftet i 1909). Selskabet bag, The Keystone Film Company, filmede i og omkring Glendale og Silver Lake i Los Angeles i mange år, og dets film blev mellem 1912 og 1915 distribueret af Mutual Film Corporation. Mark Sennett forlod allerede i 1917 Keystone, hvilket påvirkede studiet i negativ retning.
Navnet Keystone blev taget fra siden af en af bilerne i et forbipasserende Pennsylvania Railroad-tog (Keystone State er kælenavnet på den amerikanske delstat Commonwealth of Pennsylvania) under det indledende møde mellem Sennett, Kessel og Baumann i New York.
Studiets originale hovedbygning, den første helt lukkede filmscene og studie i historien, står stadig. Det er placeret på 1712 Glendale Boulevard i Echo Park i Los Angeles og bliver i dag anvendt som lager.

## Produktion
Studiet er især forbundet med stumfilmsæraen og sine produktioner under Mack Sennett, den canadisk-amerikanske filmskuespiller, instruktør og producer, der blev kendt som 'King of Comedy'. Med økonomisk støtte fra Adam Kessel og Charles O. Bauman fra New York Motion Picture Company grundlagde Sennett Keystone Studios i Edendale i Californien (nu en del af Echo Park) i 1912. Den oprindelige hovedbygning, som var den første helt lukkede filmscene og studie, der nogensinde er bygget, står der stadig i dag. Kendt som Sennett's Fun Factory var det her, Sennets skabte slapstick løjer med karaktererne Keystone Cops (fra 1912) og Sennett Bathing Beauties (fra i 1915). Keystones komedier blev kendt for deres hårrejsende biljagter og lagkagekomik, især i Keystone Cops-serien.
Charlie Chaplin blev tilknyttet Keystone, da Sennett hyrede ham i 1914, frisk fra sin vaudeville-karriere, til at lave stumfilm, hvor han hurtigt blev en stjernekunstner og filminstruktør, og medvirkede i 35 film i løbet af det ene år, han arbejdede på Keystone. Andre skuespillere, der arbejdede på Keystone i begyndelsen af deres filmkarriere, var Marie Dressler, Harold Lloyd, Mabel Normand, Roscoe Arbuckle, Gloria Swanson, Louise Fazenda, Raymond Griffith, Ford Sterling, Ben Turpin, Harry Langdon, Al St. John og Chester Conklin.
I 1915 blev Keystone Studios med sluttet sammen i et fælles produktionsselskab ejet af Sennett, DW Griffith og Thomas Ince under navnet Triangle Film Corporation, hvor Keystone indgik som en selvstændig enhed. Sennett forlod dog allerede i 1917 Triangle for at producere sine egne uafhængige film (til sidst distribueret gennem Paramount), hvorefter Keystones forretning sygnede hen. Keystone Studios gik konkurs i 1935 og lukkede herefter.

## Galleri
- Mabel Normand, Mack Sennett og Charles Chaplin iThe Fatal Mallet(1914)
- Charles Baumann
- Adam Kessel
- Keystone Studios bygning i dag i Echo Park i Los Angeles